# اريك فلين
اريك فلين (بالإنجليزية: Eric Flynn)‏ هو مغني وممثل بريطاني، ولد في 13 ديسمبر 1939 في الصين، وتوفي في 4 مارس 2002 في المملكة المتحدة بسبب سرطان.

## وصلات خارجية
- اريك فلين على موقع IMDb (الإنجليزية)
- اريك فلين على موقع ألو سيني (الفرنسية)
- اريك فلين على موقع ميوزك برينز (الإنجليزية)
- اريك فلين على موقع أول موفي (الإنجليزية)
- اريك فلين على موقع كينوبويسك (الروسية)